# Жан-Поль Дюбуа
Жан-Поль Дюбуа (фр. Jean-Paul Dubois, 20 лютого 1950, Тулуза) — французький письменник і журналіст.

## Біографія
Народився 20 лютого 1950 року в Тулузі.
Провів все життя в рідному місті, в тому самому будинку. Тривалий час співпрацював у тижневику «Nouvel Observateur», звільнився 2004 року, коли отримав премію Феміна за роман «Французьке життя».
4 листопада 2019 року був відзначений Гонкурівською премії за роман «Не всі на світі живуть однаковим чином» (у другому турі голосування Гонкурівської академії переміг шістьма голосами проти чотирьох Амелі Нотомб). Цей роман став двадцять другим за рахунком твором Дюбуа, який був опублікований у видавництві l'Olivier.
Роман «Не все в світі живуть однаковим чином» вводить читача у пізнаваний світ: депресивний гуманізм автора, його меланхолійний гумор і делікатність, персонажі на ім'я Поль і Анна, його нав'язливі ідеї, такі як автомобілі, стоматологи-садисти, газонокосарки, коні. Головний герой роману – Поль Гансен, що народився в Тулузі; його батько, вихідець з Данії, служить пастором, а мати — переконана атеїстка, обожнює кіно.
Зазвичай в романах Дюбуа персонаж Поль має складні стосунки зі своєю дружиною на ім'я Анна, але тепер Анна - його мати. Сюжет побудований на спогадах персонажа, що перебуває в монреальської в'язниці, про події свого життя, в ході якого він втратив усе, чим дорожив — від улюблених жінок до хорошої роботи в готелі «Ексельсіор». Його життя зруйноване божевіллям: він не терпить виду мишей або перукарських ножиць, а янгол пекла в тюремній камері пригрозив розірвати його навпіл у разі неправильного життєвого вибору. Щоб зберегти залишки здорового глузду, Поль розмовляє з мертвими в своїй голові.

## Твори
- «Compte rendu analytique d'un sentiment désordonné», 1984
- «Éloge du gaucher dans un monde manchot», 1986
- «Tous les matins je me lève», 1988
- «Maria est morte», 1989
- «Les poissons me regardent», 1990
- Ви отримаєте від мене звісточку / «Vous aurez de mes nouvelles», 1991
- «Parfois je ris tout seul», 1992
- «Une année sous silence», 1992
- «Prends soin de moi», 1993
- Життя мене лякає / «La vie me fait peur», 1994
- Кеннеді і я / «Kennedy et moi», 1996 ISBN 2020285398
- Америка мене турбує / «L Amérique el inquiète», 1996 (збірник кореспонденцій для Nouvel Observateur) ISBN 2757811975
- «Je pense à autre chose», 1997
- «Si ce livre pouvait me rapprocher de toi», 1999
- До тих пір все було добре в Америці / «Jusque-là tout allait bien en Amérique» (збірник кореспонденцій для Nouvel Observateur) 2002 ISBN 978-2757-811986
- Французьке життя / «Une vie française», 2004
- «Vous plaisantez, Monsieur Tanner», 2006
- «Hommes entre eux», 2007
- «Les Accommodements raisonnables», 2008
- Випадок Шнайдера / «Le Cas Sneijder», 2011
- Спадщина / «La Succession», 2016, l'Olivier — відібраний на конкурс Гонкурівської премії
- Не всі на світі живуть однаковим чином / «Tous les hommes і habitent pas le monde de la même façon», 2019, l'Olivier.

### Премії
- Премія за чорний гумор імені Ксавьє Форнере 1991 року за роман «Ви отримаєте від мене звістку».
- Премія французького телебачення 1996 року за роман «Кеннеді і я»
- Премія Феміна 2004 року за роман «Французьке життя»
- Премія за найкращий роман Fnac торгової мережі Fnac 2004 року за роман «Французьке життя»
- Премія Александра В'ялатта 2012 року за роман «Випадок Шнайдера»
- Гонкурівська премія 2019 року за роман «Не всі на світі живуть однаковим чином»